# Hodgenville

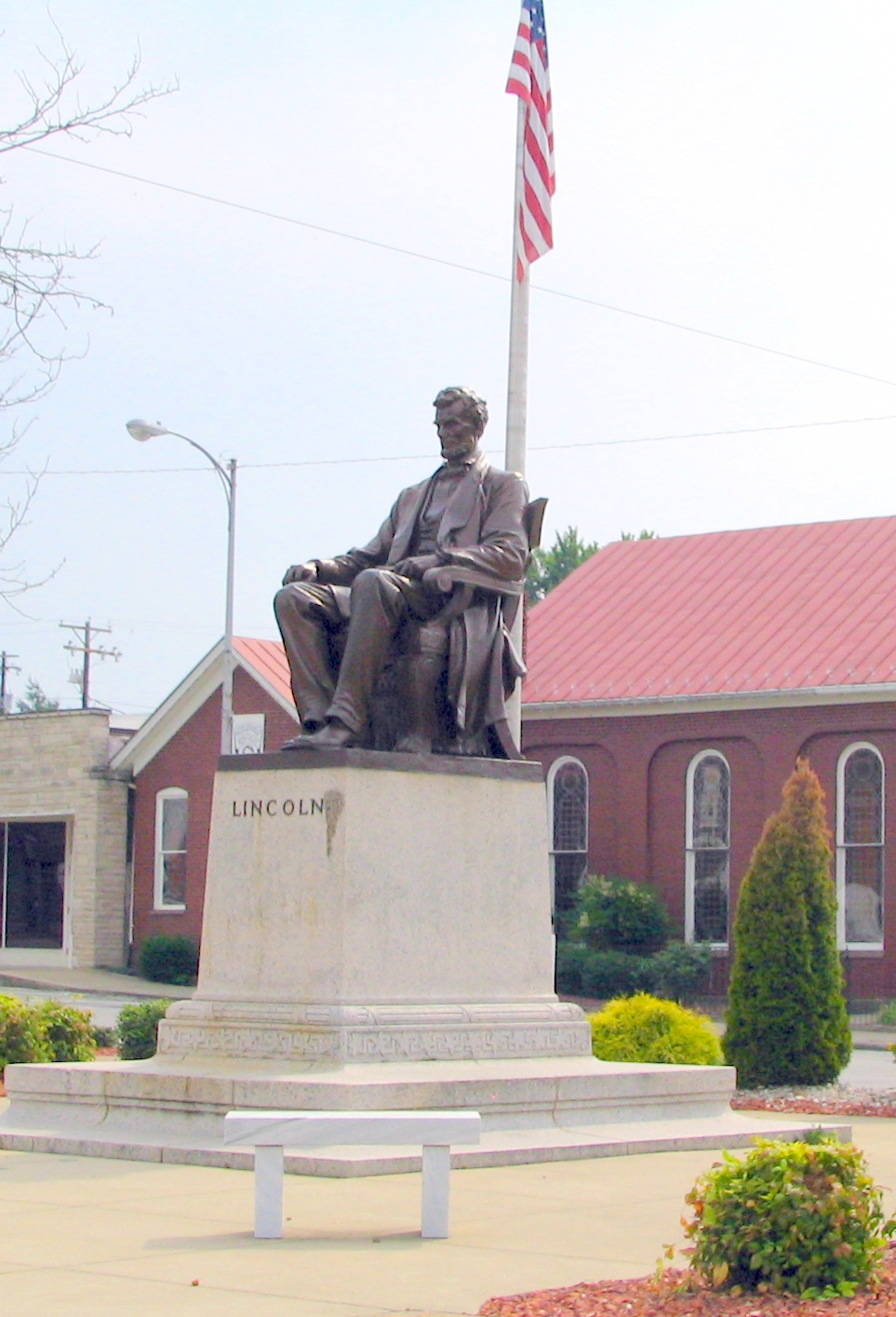
Lincolnstatyn i Hodgenville

Hodgenville är en ort i LaRue County, Kentucky, USA. År 2000 hade orten 2 874 invånare. Den har enligt United States Census Bureau en area på 4,5 km², allt är land.
Den är administrativ huvudort (county seat) i LaRue County. På torget Public Square finns Adolph Alexander Weinmans staty av områdets mest kända profil Abraham Lincoln.

## Historia
Hodgenville grundades år 1818 två år efter att Lincoln hade flyttat till Indiana med sina föräldrar. Ortens första postkontor öppnade sina dörrar år 1826. Följande år föreslog politikern Benjamin Hardin att Hodgenville borde bli USA:s huvudstad på grund av det centrala läget utan att förslaget togs på allvar. LaRue County grundades år 1843 och Hodgenville har varit dess huvudort sedan dess.